# Baugh Fell
Baugh Fell är ett berg i Storbritannien.   Det ligger i grevskapet Cumbria och riksdelen England, i den centrala delen av landet, 300 km nordväst om huvudstaden London. Toppen på Baugh Fell är 678 meter över havet, eller 451 meter över den omgivande terrängen. Bredden vid basen är 9,0 km.
Terrängen runt Baugh Fell är huvudsakligen lite kuperad.Runt Baugh Fell är det ganska glesbefolkat, med 48 invånare per kvadratkilometer. Närmaste större samhälle är Sedbergh, 8,4 km väster om Baugh Fell. Trakten runt Baugh Fell består i huvudsak av gräsmarker.